# 청도군
청도군(淸道郡)은 대한민국 경상북도 남부에 있는 군이다. 농특산물은 반시와 미나리이고, 소싸움 축제로 유명하다. 행정구역은 2읍 7면으로 되어 있으며, 군청 소재지는 화양읍 범곡리이다.

## 역사
| Daedongyeojido (Gyujanggak) 17-02.jpg | Daedongyeojido (Gyujanggak) 17-01.jpg |
| Daedongyeojido (Gyujanggak) 18-02.jpg | Daedongyeojido (Gyujanggak) 18-01.jpg |

- ~ 297년 부족국가 이서국(伊西國)
- 297년 이서국, 사로국(후, 통일신라)에 멸망. 이서군 3성 통합 대성군
- 757년 3성(솔이산성, 가산성, 오도산성)을 3현(오악현(烏岳縣), 형산현(荊山縣), 소산현(蘇山縣))으로 개명, 양산·밀양 분할 편입
- 940년 3현을 통합, 밀성군 청도현(淸道縣)
- 1010년 영동도(嶺東道) 도주(道州), 1012년 경주부 도주
- 1018년 영동도 밀양군 청도현, 풍각현
- 1343년 청도군 → 청도현
- 1366년 밀양부 청도군
- 1405년 경상도 청도군
- 1895년 6월 23일(음력 윤 5월 1일) 대구부 청도군으로 개편하였다.[3]
- 1896년 8월 4일 경상북도 청도군으로 개편하였다.[4]
- 1906년 9월 24일 대구군 각북면(현.청도군 각북면)·각현내면·각이동면(현.풍각면)·각초동면(현.각남면) 이상 4개 면을 청도군으로 편입하였다.[5]
- 1911년 외서면(현 밀양시 청도면)을 밀양군에 편입하였다.
- 1914년 4월 1일 예하 면들을 개편하였다.[6][7] (10면)

| 도령 제2호     |                | |
| 구 행정구역    | 신 행정구역    | 신 행정구역                                                                                        |
| 현내면(縣內面) | 풍각면         | 봉기동, 성곡동, 송서동, 수월동, 현리동                                                             |
| 이동면(二同面) | 풍각면         | 금곡동, 안산동, 월봉동, 차산동, 화산동, 흑석동                                                     |
| 초동면(初同面) | 풍각면         | 덕양동                                                                                             |
| 초동면(初同面) | 각남면         | 녹명동, 사동, 신당동, 옥산동, 함박동                                                               |
| 내서면(內西面) | 각남면         | 칠성동, 화동, 일곡동, 구곡동, 예리동                                                               |
| 각북면(角北面) | 각북면         | 명대동, 우산동, 삼평동, 남산동, 덕촌동, 지슬동, 금천동, 오산동                                     |
| 상북면(上北面) | 이서면         | 가금동, 각계동, 구라동, 대전동, 서원동, 수야동, 칠엽동, 학산동                                     |
| 차북면(次北面) | 이서면         | 고면동, 고철동, 금촌동, 대곡동, 문수동, 신촌동, 양원동, 팔조동                                     |
| 상읍면(上邑面) | 화양면         | 교촌동, 눌미동, 동상동, 동천동, 범곡동, 서상동, 소라동, 송북동, 신봉동, 합천동                     |
| 차읍면(次邑面) | 화양면         | 고평동, 다로동, 유등동, 삼신동, 송금동, 진라동, 토평동                                             |
| 용산면(龍山面) | 대성면(大城面) | 내동, 덕암동, 무등동, 부야동, 송읍동, 안인동, 운산동, 원정동                                       |
| 하남면(下南面) | 대성면(大城面) | 거연동, 고수동, 구미동, 내호동, 사촌동, 상동, 신도동, 원동, 월곡동, 유호동, 음지동, 초현동, 평양동 |
| 중남면(中南面) | 매전면         | 구촌동, 내동, 예전동, 송원동, 지전동(紙田洞)                                                       |
| 상남면(上南面) | 매전면         | 금곡동, 남양동, 당호동, 동산동, 용산동, 북지동, 온막동, 장연동, 호화동                             |
| 동상면(東上面) | 종도면(終道面) | 상평동, 하평동, 관하동, 금천동, 두곡동, 덕산동                                                     |
| 일위면(一位面) | 종도면(終道面) | 갈지동, 김전동, 사전동, 소천동                                                                     |
| 이위면(二位面) | 운문면         | 공암동, 대천동, 방음동, 서지동, 순지동, 신원동, 오진동                                             |
| 고미면(古彌面) | 운문면         | 봉하동, 정상동, 지촌동, 마일동                                                                     |
| 중동면(中東面) | 금천면         | 동곡동, 임당동, 박곡동, 방지동, 신지동, 오봉동                                                     |
- 1934년 4월 1일 종도면을 폐지하였다.[8] (9면)

| 도령 제83호        |                                                       |
| 구 행정구역        | 신 행정구역                                           |
| 종도면 (舊 동상면) | 매전면 상평동, 하평동, 관하동, 금천동, 두곡동, 덕산동 |
| 종도면 (舊 일위면) | 금천면 소천동, 김전동, 갈지동, 사전동                 |
- 1940년 11월 1일 대성면을 청도면으로 개칭하였다.[9]
- 1949년 8월 13일 청도면을 청도읍으로 승격하였다.[10] (1읍 8면)
- 1979년 5월 1일 화양면을 화양읍으로 승격하였다.[11] (2읍 7면)
- 1989년 5월 1일 이서면 고면리가 흥선리로, 청도읍 구미리(九尾里)가 구미리(龜尾里)로 개칭되었다.

## 지리

### 위치
경상북도 최남단에 있는 군으로 동쪽으로는 경주시, 서쪽으로는 대구광역시 달성군 유가읍, 경상남도 창녕군, 남쪽으로는 경상남도 밀양시, 울산광역시 울주군, 북쪽으로는 대구광역시 달성군 가창면, 경상북도 경산시, 영천시까지 2개의 광역시와 2개의 도 그리고 7개의 시군을 접하고 있다.
청도군은 동서로 가늘고 길게 뻗었고, 남북으로는 짧게 뻗어 가운데 남북을 관통하는 용각산맥을 경계로 산동과 산서로 나뉜다.

### 군청
청도군에는 청도읍이 존재함에도 불구하고, 군청은 화양읍 범곡리에 있다. 그러나 범곡리는 오히려 청도읍 시가지에 포함된다.
범곡리 청도군청 북쪽에는 서울특별시청 관할의 문서고가 있었는데, 2019년 5월 15일 은평구 녹번동 서울혁신파크에 개원한 서울기록원으로 문서들을 모두 이전하여 현재는 빈 건물로 남아 있다.

## 행정 구역
청도군의 행정 구역은 2읍 7면 2출장소 (212개리, 398자연부락, 1,006반)로 구성되어 있다. 청도군의 면적은 696.53km2이다. 인구는 2021년말 기준 23,251세대, 42,822명이다. 인구 최고치는 1965년의 124,174명이었다.
| 읍·면  | 한자   | 세대  | 인구   | 면적   | 행정 지도 |
| ------ | ------ | ----- | ------ | ------ | --------- |
| 청도읍 | 淸道邑 | 6,123 | 11,850 | 96.91  |           |
| 화양읍 | 華陽邑 | 4,099 | 8,408  | 43.17  |           |
| 각남면 | 角南面 | 1,288 | 2,199  | 46.84  |           |
| 각북면 | 角北面 | 1,366 | 2,262  | 50.95  |           |
| 금천면 | 錦川面 | 2,004 | 3,334  | 71.91  |           |
| 매전면 | 梅田面 | 2,286 | 3,745  | 137.6  |           |
| 운문면 | 雲門面 | 1,293 | 2,072  | 147.29 |           |
| 이서면 | 伊西面 | 2,518 | 4,717  | 36.72  |           |
| 풍각면 | 豊角面 | 2,274 | 4,235  | 71.91  |           |

## 인구
대구와 경산 도시권 발달로 인해 감소하여, 1970년대 후반 10만명, 1996년에 5만명으로 떨어졌다.
- 청도군(에 해당하는 지역)의 연도별 인구 추이[14]

| 연도   | 총인구    |  |
| ------ | --------- |  |
| 1960년 | 114,525명 |  |
| 1966년 | 121,985명 |  |
| 1970년 | 108,914명 |  |
| 1975년 | 103,964명 |  |
| 1980년 | 85,533명  |  |
| 1985년 | 72,791명  |  |
| 1990년 | 60,515명  |  |
| 1995년 | 50,311명  |  |
| 2000년 | 48,229명  |  |
| 2005년 | 39,558명  |  |
| 2010년 | 38,228명  |  |
| 2013년 | 43,788명  |  |
| 2017년 | 43,391명  |  |

## 정치
청도군의 제 20대 국회의원은 자유한국당 이만희 의원이다. 청도군의 47대 군수는 민선 6기로 새누리당 이승율 군수이다. 국회의원은 제15대 자민련의 김종학 의원을 제외하고는 1992년 이후 새누리당과 그 전신인 민주자유당에서 배출되고 있다.

## 문화
- 청도 소싸움 축제

청도군에서 매년 3월 경에 열리는 축제이다. 대한민국 내에서 열리는 소싸움 축제들 중 가장 큰 규모를 자랑한다. 1999년, 대한민국 문화관광부에서 선정한 대한민국의 10대 지역문화관광축제 중 하나이다. 대한민국 내 황소 끼리의 경기 외에도 외국 소와의 친선 경기, 로데오 경기, 초대 가수 콘서트, 디카 사진 콘테스트, 루미나리에 등 다양한 볼거리와 재미로 매년 40만 명 이상의 관광객을 유치하고 있다. 1999년부터 2008년까지 청도군 이서면 서원천변에 개최되었으나, 2009년부터 화양읍 삼신리의 청도소싸움경기장에서 개최되고 있다.
- 청도군 화랑의 날

청도군은 우리나라의 우수한 정신문화 유산인 화랑정신의 발상지로써의 역사적인 의의를 재조명하고 이를 계승 발전시키기 위해 매년 9월 1일을 청도 화랑의 날로 지정 운영하고 있다.
- 화랑정신발상지 청도

청도군 운문면에 있었던 가슬갑사(嘉瑟岬寺)에서 원광법사(圓光法師)가 화랑정신으로 대표되는 세속오계(世俗五戒)를 화랑 귀산과 추항에게 전수함으로써 청도군에서 화랑정신이 발상하였다.
- 새마을운동발상지 청도

새마을 운동은 1969년 8월 초 청도읍 신도리에서 수해 복구 현장을 목격한 박정희 대통령의 제창으로 1970년부터 시작됨으로써 경상북도 청도군은 새마을 운동의 발상지가 되었다. 경부선 신거역에 새마을운동 기념 간이공원이 조성되어 있다.

### 관광지
- 운문사
- 청도 와인터널
- 청도레일바이크
- 청도박물관
- 청도소싸움경기장

## 교통

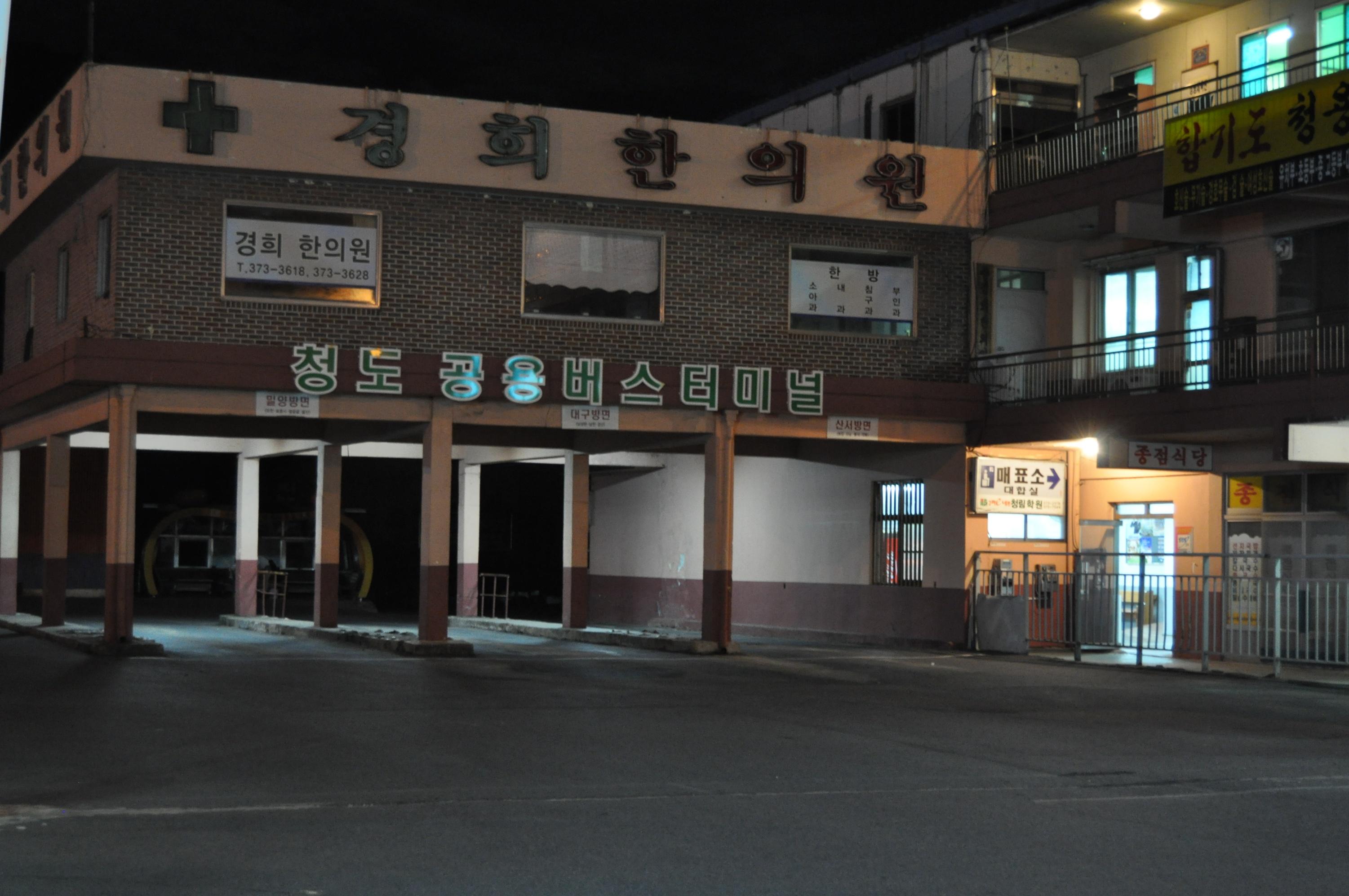
청도공용버스터미널

### 철도
청도군은 이웃한 경산시, 밀양시와 더불어 대한민국의 대표적인 철도교통 강세 지역이다. 청도역에는 경부선 무궁화호가 대부분 정차하고, ITX-새마을도 정차한다.

### 고속도로
- 중앙고속도로

## 교육 기관
- 고등학교

|  | - 경북드론고등학교 - 금천고등학교 - 모계고등학교 | - 이서고등학교 - 청도고등학교 |

- 중학교

|  | - 풍각중학교 - 풍각중학교 각북분교 - 금천중학교 - 매전중학교 | - 모계중학교 - 이서중학교 - 청도중학교 |

- 초등학교

|  | - 유천초등학교 - 청도중앙초등학교 - 청도초등학교 - 화양초등학교 - 남성현초등학교 | - 각남초등학교 - 풍각초등학교 - 덕산초등학교 - 유천초등학교 - 이서초등학교 | - 금천초등학교 - 동곡초등학교 - 방지초등학교 - 동산초등학교 |

## 자매 도시
청도군이 자매결연을 맺은 곳으로는 5개 대한민국 공공기관(대구 중구, 서울 강남구, 울산 남구, 대구 수성구, 경기 안산시), 1개의 대한민국 외 공공기관[중화인민공화국 헤이룽장성 넌장현(흑룡강성 눈강현)], 그리고 1개의 기업체(NICE그룹)가 있다.
| 청도군의 대한민국 자매결연 국내공공기관(5개) |                                  |                                   |
| 교류일자                                     | 도시 이름                        | 비고                              |
| 2007. 7. 3.                                  | 대구광역시 중구                  | [ 15 ]                            |
| 2009. 5. 28.                                 | 서울특별시 강남구                | [ 16 ]                            |
| 2011. 2. 24.                                 | 울산광역시 남구                  | [ 17 ]                            |
| 2012. 3. 9.                                  | 대구광역시 수성구                | [ 18 ]                            |
| 2020. 11. 11.                                | 경기도 안산시                    | [ 19 ]                            |
|                                              |                                  |                                   |
| 청도군의 대한민국 외 자매결연 공공기관(1개)  |                                  |                                   |
| 교류일자                                     | 도시 이름                        | 비고                              |
| 1999. 12. 24.                                | 중화인민공화국 헤이룽장성 넌장현 | 흑룡강성 눈강현( 黑龍江省 嫩江縣) |
|                                              |                                  |                                   |
| 청도군의 자매결연 기업체(1개)                |                                  |                                   |
| 교류일자                                     | 이름                             | 비고                              |
| 2008. 9. 5.                                  | NICE그룹                         | [ 21 ]                            |

## 본관 성씨
세종실록지리지 150권, 경상도 경주부 청도군 조를 보면, 청도 토성은 (申·金·白·李·曺)이다.
- 청도 신씨(淸道 申氏)
- 청도 김씨(淸道 金氏) 시조 김지대(金之岱)는 경순왕의 후예로 1260년(원종 1) 정당문학 이부상서(政堂文學 吏部尙書), 지추밀원사(知樞密院事)에 오르고, 수태부 중서시랑평장사(守太傅中書侍郎平章事)로 치사(致仕)되고 오산군(鰲山君, 鰲山은 지금의 淸道)에 봉해졌다. 시호는 영헌(英憲)이다. 후손들이 청도를 관향(貫鄕)으로 삼아 세계를 이어오고 있다. 2015년 인구는 91,293명이다.
- 청도 백씨(淸道 白氏) 시조는 백계영(白桂英)이다. 백계영은 고려 때 청도 호장으로 1271년(원종 12) 박경순 일당의 난을 진압하고 영직되어 청도를 관향으로 삼았다. 조선 조에 백구(白球)가 경주로 이거하였다. 증손 백이소(白以昭)가 임란 때 경주에서 창의하였다. 2000년 인구는 213가구 702명이다.
- 청도 이씨(淸道 李氏)
- 청도 조씨(淸道 曺氏) 시조 조중도(曺仲道)가 사직(司直)을 지냈다고 전한다. 후손들이 창녕(昌寧)에서 분적하여 청도를 본관으로 삼아 세계를 이어오고 있다.

## 같이 보기
- 대한민국의 지리